# Zadni Lodowy Przechód
Zadni Lodowy Przechód (słow. Zadná Ľadová škára) – przełęcz znajdująca się w dolnych partiach Lodowej Grani w słowackiej części Tatr Wysokich. Siodło Zadniego Lodowego Przechodu oddziela Lodowy Ząb w grani Małego Lodowego Kopiniaka na północnym zachodzie od Pięciostawiańskiej Czuby na południowym wschodzie. Na przełęcz tę nie prowadzą żadne znakowane szlaki turystyczne, jest ona dostępna jedynie dla taterników.

## Historia
Pierwsze wejścia turystyczne:
- Janusz Chmielowski, Károly Jordán, Jan Nowicki, Klemens Bachleda, Paul Spitzkopf i Stanisław Stopka, 14 sierpnia 1903 r. – letnie,
- Valéria Kovárová, Edita Krenová, Manicová, Maňa Mičiková, Bárdoš i Alexander Huba, 19 kwietnia 1946 r. – zimowe.